# Claudia (revista)
Claudia é uma revista publicada pela Editora Abril destinada ao público feminino, em circulação desde outubro de 1961.
O primeiro número, com tiragem de 150 mil exemplares, inovava em relação a outras revistas femininas do Brasil por trazer uma proposta feminista. Sob o título Não, isto não tolero!, aconselhava a leitora a reagir "com firmeza, mas com doçura" aos defeitos do marido. A partir de 1963, passou a publicar a coluna A arte de ser mulher, assinada por Carmem da Silva.
A partir da década de 1980, entretanto, a revista abandona essa linha editorial e passa a se concentrar em temas "que dizem respeito à mulher: profissão, vida em família, casa, moda e cozinha", conforme anunciava seu site.

## Capas da revista
A revista Claudia possuiu, entre outras, como capa artistas e famosas como Fátima Bernardes (novembro de 2008, maio de 2011 e julho de 2012), Glória Pires (agosto de 1988, agosto de 2005, fevereiro de 2011 e outubro de 2012), e Juliana Paes (outubro de 2008)
Lista completa de capas da revista (em ordem alfabética):
- Adriana Zelinsky (janeiro de 1988; dezembro de 1989)
- Alinne Moraes (abril de 2009)
- Amy Miller (março de 1988)
- Ana Beatriz (maio de 1989)
- Ana Hickmann (setembro de 2008 e dezembro de 2009)
- Andrea Cesar (junho e novembro de 1989)
- Angélica (dezembro de 1981, agosto de 2003, setembro de 2006, outubro de 2007, maio de 2009, outubro de 2010, outubro de 2011 e Abril de 2013)
- Bruna Lombardi (abril de 1988)
- Camila Pitanga (abril de 2010)
- Carla Rose Silva Ranucci (dezembro de 1988)
- Carolina Ferraz (Junho de 2012)
- Cissa Guimarães (Junho de 2011)
- Claudia Abreu (Maio de 2012)
- Claudia Leitte (outubro de 2009, novembro de 2010 e fevereiro de 2012)
- Claudia Raia (agosto de 2008, setembro de 2010 e dezembro de 2011)
- Cláudia Tolendhall (julho de 1988)
- Cléo Pires (julho de 2008)
- Cristiane Torloni (março de 1988 e Setembro de 2011)
- Daniella Cicarelli (junho de 2005)
- Debora Bloch (julho de 2009)
- Deborah Secco (fevereiro de 2005)
- Eliana(Setembro de 1994)
- Fátima Bernardes (novembro de 2008, maio de 2011 e julho de 2012)
- Fernanda Barbosa (julho de 2003)
- Fernanda Lima (fevereiro de 2009)
- Fernanda Vasconcellos (janeiro de 2007)
- Flávia Alessandra (novembro de 2009 e novembro de 2012)
- Glória Pires (agosto de 1988, agosto de 2005, fevereiro de 2011 e outubro de 2012)
- Giovanna Antonelli (maio de 2008 e abril de 2012)
- Giselle Bündchen (abril de 2008, março de 2009, maio de 2010, abril de 2011 e setembro de 2012)
- Grazi Massafera (dezembro de 2006, setembro de 2007, dezembro de 2008, janeiro de 2010, março de 2011 e março de 2012)
- Heidi (maio de 1990)
- Ildi Silva (maio de 2001)
- Ivete Sangalo (janeiro de 2008, fevereiro de 2010 e novembro de 2011)
- Juliana Paes (outubro de 2008)
- Julie Adamson (setembro de 1983)
- Karina Gomes (julho de 1989)
- Larissa Maciel (dezembro 2010)
- Letícia Birkeuer (janeiro de 2006)
- Letícia Spiller (fevereiro de 2008)
- Letícia Sabatella (março de 2008)
- Lília Cabral (março de 2010)
- Luiza Brunet (agosto de 2010)
- Malu Mader (junho de 1988 e julho de 2010)
- Maria Fernanda Cândido (janeiro de 2012)
- Maria Flor (agosto de 2007)
- Mariana Ximenes (junho de 2008 e junho de 2010)
- Mia Simone (janeiro de 1989)
- Milene Zardo (fevereiro de 2003)
- Paola Oliveira (janeiro de 2009 e julho de 2011)
- Patrícia Barros (outubro de 1989)
- Patrícia Machado (setembro de 1988)
- Patrícia Pillar (dezembro de 2007)
- Patrícia Poeta (agosto de 2009, janeiro de 2011 e dezembro de 2012)
- Patrícia Silveira (agosto de 2000)
- Patrícia Teixeira (novembro de 1989)
- Priscila Fantin (janeiro de 2005)
- Renata Ceribelli (agosto de 2011)
- Renata Mesquita (outubro de 1993)
- Rinália (maio de 1993)
- Rita Lobo (janeiro de 1990; junho de 1993)
- Sâmia Maluf
- Sherry Holmes (agosto e setembro de 1989)
- Taís Araújo (setembro de 2009 e agosto de 2012)
- Tânia Khalill (junho de 2009)
- Valla (abril de 1987)
- Vanessa (outubro de 1988)
- Vera Fischer (maio de 1988)
- Vera Hartfield (abril de 1989)
- Waline (fevereiro de 1989)
- Wanessa Camargo (maio de 2007}
- Xuxa (outubro de 2005)